# Ondoscopio

Ondoscopio

L'ondoscopio è uno strumento che permette di produrre delle onde nei liquidi, studiare il loro movimento e i loro fenomeni di propagazione (riflessione, rifrazione, diffrazione e interferenza).
È composto da:
- Lampada a luce stroboscopica, proveniente, cioè, da fonti intermittenti come ad esempio un dischetto rotante con diverse fenditure (chiaro-scuro) posto davanti alla luce. Essa dovrà essere, ovviamente, azionata da un generatore di corrente. È posta parallelamente alla vaschetta in modo da riflettere l'ombra dell'onda.
- Vaschetta in cui verrà versato il liquido e dove saranno prodotte le onde. Deve avere i bordi rialzati per impedire al liquido di fuoriuscire e ricoperti di spugna per assorbire l'onda ed evitare, quindi, la riflessione. Il fondo è trasparente.
- Vibratore meccanico, asta collegata a un alimentatore elettrico che produce le onde. La loro frequenza (f o ν(lettera ni in alfabeto greco)) ovvero il loro susseguirsi periodico è dovuto alla tensione dell'alimentatore, mentre la forma d'onda è dovuta alla punta dell'asta.
- Specchio posto sotto la vaschetta a 45°, che permette di riflettere l'ombra su uno schermo e, quindi, di visualizzarla. Questo grazie anche al principio della riflessione della luce (il fenomeno ondulatorio passa da un mezzo all'altro). Sullo schermo si vedranno le onde susseguirsi, la parte chiara coincide con la cresta dell'onda mentre quella scura con il ventre. Graficamente si può solo calcolare la lunghezza d'onda (λ) e quindi nota la frequenza dedurre il periodo (T) e la velocità in quanto v=λ/T.

Il vibratore produce l'onda, l'ombra viene riflessa, grazie alla luce, sullo specchio e riportata sullo schermo.
Tipi di punte battitore:
- Un punto: produce onde armoniche con fronte circolare.
- Una lamina: produce onde armoniche con fronte parallelo.
- Due punti (contemporaneamente): le onde circolari collidono formando interferenze distruttive quando la somma delle ampiezze (A) delle due onde, in quanto inverse, è uguale a 0 producendo quindi un ventre, oppure formando interferenze costruttive quando la somma delle ampiezze (A) delle due onde è uguale a 2*A producendo quindi una cresta alta il doppio delle onde originarie.